# Theodor Wilhelm Werner

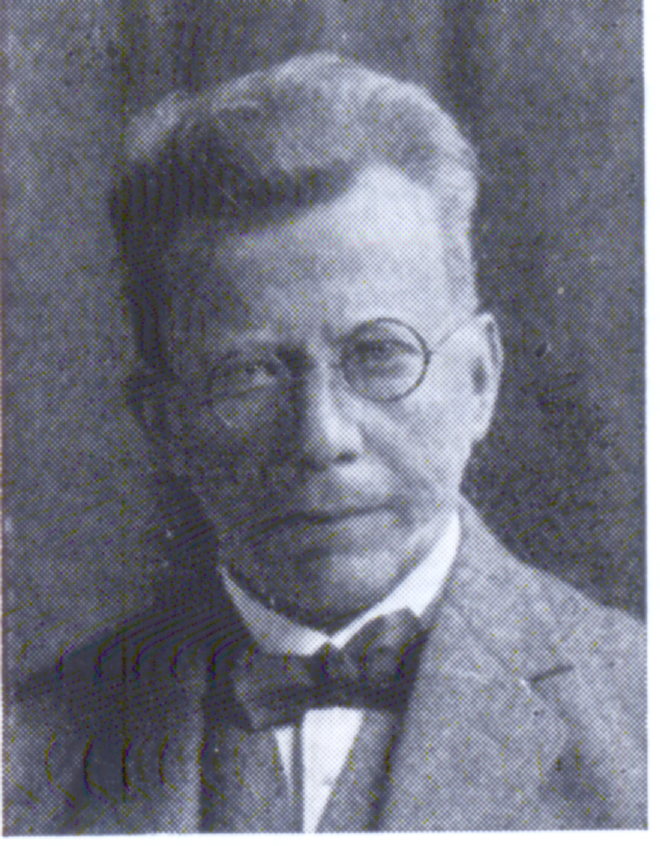
Theodor Wilhelm Werner

Theodor Georg Wilhelm Werner, häufig Theodor W. Werner, (* 8. Juni 1874 in Hannover; † 6. Dezember 1957 in Salzburg) war ein deutscher Musikwissenschaftler, Musikkritiker und Komponist.

## Leben
Theodor Wilhelm Werner besuchte das Ratsgymnasium in Hannover und studierte anschließend zunächst Germanistik an der Ruprecht-Karls-Universität Heidelberg. Ab 1896 war er Mitglied des Corps Suevia Heidelberg. Er wechselte zur Musikwissenschaft, die er 1901 bis 1904 an der Friedrich-Wilhelms-Universität zu Berlin bei A. Heinemann und G. Noren studierte. 1904/05 studierte er am Konservatorium in Dresden Gesang bei August Iffert und Heinrich Gudehus sowie Komposition bei Albert Fuchs und Felix Draeseke. Von 1905 bis 1911 wirkte er als Konzertsänger und Komponist in Dresden. Von 1914 bis 1916 setzte er sein Studium der Musikwissenschaft in Berlin, bei Johannes Wolf, und München, bei Theodor Kroyer und Adolf Sandberger, fort und wurde am 28. Januar 1918 in München zum Dr. phil. promoviert. Danach führte er Archiv- und Bibliotheksaufgaben für die Kommission zur Herausgabe der Denkmäler deutscher Tonkunst und das Fürstliche Institut für musikwissenschaftliche Forschung zu Bückeburg durch. Am 21. Oktober 1920 habilitierte er sich an der Technischen Hochschule Hannover und wurde dort Privatdozent. Seit dem 1. Januar 1921 war er als Musikkritiker für den Hannoverschen Kurier tätig. Von 1924 bis 1947 hatte er einen Lehrauftrag für Musikwissenschaft an der Technischen Hochschule Hannover inne und wurde dort am 20. Juni 1927 zum nichtbeamteten außerordentlichen Professor ernannt. 1930 gründete er das Collegium Musicum der Technischen Hochschule Hannover.
Insbesondere forschte er zur Musikgeschichte Hannovers und Niedersachsens sowie zur barocken Oper.
Er war seit 1933 Mitglied des Nationalsozialistischen Deutschen Dozentenbundes (NSDDB).
Nachdem er 1943 in Folge der Luftangriffe auf Hannover sein Haus und seine Bibliothek verloren hatte, zog er noch Salzburg. Dort war er am Mozarteum tätig und als Musikkritiker für die Salzburger Nachrichten und das Demokratische Volksblatt. In Salzburg gab er auch dem jungen Thomas Bernhard Privatunterricht in Musikästhetik. Dieser berichtete von ihm in seinem autobiographischen Text Der Keller. Eine Entziehung, auch diente Werner als eine Art Vorbild für den Musikkritiker Reger in Bernhards Roman Alte Meister. Werners Grab befindet sich auf dem Petersfriedhof Salzburg.
Werner war seit 1911 verheiratet mit der Sängerin Marie Keldorfer (1879–1966).

## Veröffentlichungen
- Die Musikhandschriften des Kestnerschen Nachlasses im Stadtarchiv zu Hannover. In: Zeitschrift für Musikwissenschaft 1, 1918/19, S. 441–466.
- Die Magnificat-Kompositionen Adam Rener's. In: Archiv für Musikwissenschaft 2, 1920, S. 195–265 (Digitalisat, Dissertation).
- Thomas Crappius. Ein Beitrag zur hannoverschen Kantorengeschichte. In Archiv für Musikwissenschaft 5, 1923, S. 223–256 (Digitalisat).
- Musik in Frankreich (Jedermann Bücherei, Abteilung Musik). Ferdinand Hirt, Breslau 1927.
- Hauptstadt Hannover. Dreihundert Jahre. Von der Hofkapelle zum Opernhausorchester. 1636–1936. Festschrift aus Anlaß des 300jährigen Bestehens des Hannoverschen Orchesters. Hannover 1937.